# Konarevo
Konarevo (Servisch cyrillisch Конарево) is een plaats in de Servische gemeente Kraljevo. De plaats telt 3372 inwoners (2002).